# Kulbrydning paa Bornholm
Kulbrydning paa Bornholm er en dansk dokumentarfilm instrueret af John E. Carrebye.

## Handling
I årene 1943-1945 blev der brudt stenkul i skovene syd for Hasle. Først fjernes de øverste lag af ler og sand og køres ud til havet på tipvogne. 40 meter nede støder gravemaskinen på kullagene, som brydes med hakker og gravemaskine. Kullene køres til lagerpladsen, hvorfra de afhentes af lastbiler. Kulbrydningen ved Hasle har gjort det muligt at forsyne øens egne industrier og virksomheder med brændsel i en vanskelig tid.